# Михаил (шхуна, 1847)
«Михаил» — парусная двухмачтовая шхуна Аральской флотилии Российской империи, одно из первых российских судов на Аральском море.

## История службы
Шхуна «Михаил» была построена в Оренбурге в 1847 году, как коммерческое судно, предназначенное для организации компанейского рыболовства на Аральском море. Вместе со шхуной «Николай» была в разобранном виде доставлена на подводах из Оренбурга в Раим, где оба судна были собраны и спущены на воду.
Принимала участие в Аральской экспедиции 1848—1849 годов.
24 июля (5 августа), возвращаясь из залива Перовского в Сырдарью, экипаж шхуны подобрал на острове Киндерли группу попавших в беду киргизов и доставил их на Косарал к 27 июля (8 августа).
По пути от мыса Узункаир на полуострове Куланды в устье Сырдарьи 13 (25) августа августа доставила к Барсакельмесу, где в это время шхуне «Константин» находились члены Аральской экспедиции, приказчика компании рыбопромышленников на Аральском море Н. В. Захряпина и местного проводника косаральского киргиза Альмобета, хорошо знавшего окрестности Аральского моря.

## Память
- Судно периодически встречается в произведениях Тараса Шевченко.
- Фигурирует в рассказе Ю. В. Давыдова «На шхуне»[3].